# Gary Fleder
Gary Fleder (n. 19 decembrie 1965, Norfolk, Virginia) este un regizor american, scenarist și producător. Ultimul său film regizat, The Express, se bazează pe fapte adevărate din viața fotbalistului Ernie Davis și a fost distribuit de Universal Pictures în octombrie 2008.

## Filmografie
- Homefront (2013)
- Fluviul ucigaș (2012), episodul 1.8 „Row, Row, Row Your Boat”
- The Express (2008)
- Runaway Jury (2003)
- Impostor (2002)
- Don't Say a Word (2001)
- Kiss the Girls (1997)
- Things to Do in Denver When You're Dead (1995)
- The Companion (TV, 1995)
- Air Time (TV, 1992)